# Torontálputnok
Torontálputnok (szerbül Путниково / Putnikovo) település Szerbiában, a Vajdaságban, a Dél-bánsági körzetben, Antalfalva községben.

## Fekvése
Antalfalvától északkeletre fekvő település.

## Népesség

### Demográfiai változások
| 1948 | 1953 | 1961 | 1971 | 1981 | 1991 | 2002 | 2011 |
| ---- | ---- | ---- | ---- | ---- | ---- | ---- | ---- |
| 188  | 181  | 436  | 375  | 307  | 260  | 243  | 200  |